# دان لوري
دان لوري (بالإنجليزية: Dan Lurie)‏ هو رائد أعمال أمريكي، ولد في 1 أبريل 1923، وتوفي في 6 نوفمبر 2013 في روسلين في الولايات المتحدة.

## وصلات خارجية
- دان لوري على موقع IMDb (الإنجليزية)